# Mate (napitek)
Máte je tipična južnoameriška pijača, čaj iz listov vednozelenega drevesa Ilex paraguariensis in sorodnih vrst. Pripravimo ga z namakanjem suhih listov mate v vroči vodi. Je tradicionalna pijača v Argentini, Paragvaju ter Urugvaju, pijejo pa ga tudi v Braziliji, Čilu, vzhodni Boliviji, Libanonu, Siriji in Turčiji.
Mate se pije po kovinski cevki iz izdolble buče. V španščini se cevka imenuje »bombilla«, v portugalščini »bomba« in v arabščini »masassa«. Tradicionalna cevke so iz srebra, moderne komercialno dostopne pa iz zlitine niklja in bakra, imenovane »alpaca«, nerjavečega jekla ali iz votlega stebla bambusa. Buča je poznana kot »mate« ali »guampa«, v Braziliji ima specifično ime »Chimarrãno« ali »cuia«. Čeprav imamo vodo v termos steklenice, se čaj iz mate tradicionalno pije iz »mates« ali »cuinas«. Mate čaj tipa »čajna torba« je bil na argentinskem trgu znan pod imenom »Cruz de Malta«, v Braziliji pa pod imenom »Mate Leão«.
Tako kot pri ostalih zeliščih, so listi rastline mate posušeni, zrezani in zdrobljeni v praškasto zmes imenovano »yerba«. Cevka »bombilla« je hkrati slamica in filter. Potopljen del cevke je razširjen in ima majhne luknjice ali razpoke, skozi katere lahko prehaja tekočina, trdi delci zelišča pa ne morejo.
Metode priprave mate čaja so različne in poznavalci si niso enotni katera metoda prinaša najboljši izvleček. Skoraj vsi načini priprave imajo nekaj skupnega: pri vseh je buča napolnjena z zeliščem mate in prelita z vročo (običajno 70-80 °C, nikoli vrelo) vodo.

## Priprava zelišča mate
Najbolj običajen način priprave vključuje skrbno razporeditev zelišča mate v bučo, preden dodamo vročo vodo. Pri tej metodi najprej napolnimo bučo od ene polovice do treh četrtin z zeliščem. Nato lahko dodamo dodatna zelišča za zdravilni učinek ali aromo. Ko je buča napolnjena, ji odprtino prekrijemo in zapremo z dlanmi. Sledi zapleten način stresanja in obračanja, ki vodi do želene razporeditve delcev zelišča- najmanjši delci naj bi bili čim bolj oddaljeni od filtrirnega dela cevke za pitje. 

## Vstavitev bombilla
Tako lahko sedaj zelišču mate v buči damo cevko »bombilla«. Nekateri dodajo najprej vročo vodo, drugi pa najprej vstavijo cevko v suho zelišče. Po prvem načinu dodamo vodo skoraj do vrha buče in počakamo da se absorbira v zelišče. Ta način omogoča da lahko vstavimo cevko v bučo na želeno mesto. Tako cevka v buči stoji trdneje kot pri postopku, pri katerem najprej vstavimo cevko. Po drugi strani, suho zelišče nam omogoča lažjo vstavitev cevke. Vendar moramo biti pazljivi, da ne premešamo že razporejenih delcev zelišča. Cevko vstavimo v bučo tako, da njen filtrirni del seže globoko v zelišče.

## Priprava napitka
Tako je zelišče pripravljeno. Če je bila »bombilla« vstavljena v suho zelišče, mora biti buča najprej napolnjena z mrzlo vodo, da se lahko absorbira (kar ne traja več kot dve do tri minute).
Dodatek hladne vode pred vročo je ključen, saj varuje zelišče pred poparki in kemično razgradnjo njenih želenih sestavin. Vročo vodo nato previdno prelijemo skoraj do roba buče tako, kot smo to storili z mrzlo vodo. Paziti moramo, da na vrhu ob odprtini v buči ohranimo suho zelišče.
Ko dodamo vročo vodo, je mate napitek pripravljen in ga lahko velikokrat ponovno napolnimo preden izgubi aromo in ga izčrpamo. Ko se to zgodi, prestavimo zelišče iz enega konca buče na drugega. Tako lahko dodamo vodo na drugo stran in lahko bučo še nekajkrat ponovno napolnimo.

## Pitje mateja
Mate tradicionalno pijejo ob posebnih socialnih priložnostih, kot so družinska srečanja ali pa prijateljska druženja. 
Sama pijača ima poseben oster okus med zelenim čajem in kavo s pridihom tobaka in hrasta. Nekateri pivci tega čaja dodajo sladkor ali med in s tem naredijo »mate dulce« (sladki mate), namesto »mate amagro« (grenki mate). Verjamejo, da sladki mate slabo vpliva na samo bučo, zato tam kjer so pivci, ki imajo različne okuse, imajo dve ločene buče.
Tradicionalno uporabljajo naravne buče, čeprav se lesene posode, bambusove cevke in keramične ter kovinske buče tudi pogosto uporabljajo.
Tako lesene posode kot buče najprej »pripravimo« preden jih začnemo uporabljati. Tako zagotovimo boljši okus in daljšo življenjsko dobo. Bučo pripravimo tako, da ji notranjost ostrgamo s cevko in tako odstranimo proste delce buče. Nato zlijemo v bučo zelišče in vročo vodo, ki jo buča v naslednjih 24 urah absorbira. Na koncu jo položimo na sonce da se dokončno posuši.
Običajno med hranjenjem buče zraste v njej črna plesen. Nekateri jo odstranijo, drugi pa mislijo da celo poveča aromo mateja.
1. Zelišče mateja je podobno kavi in čaju. FDA jo je uvrstila med varna zelišča in tudi na GRAS (Generally Recognozed As Safe – splošno priznano kot varno) listo.
2. Pomaga odpraviti utrujenost, saj spodbuja psihično in fizično aktivnost.
3. Z raziskavami so ugotovili da ima mate številne zdravilne učinke. Deluje protivnetno, spazmolitično, antioksidativno, pospešuje kurjenje maščob, pomaga pri hujšanju in bistri um ...
4. Vsebuje vitamine A, C, B1, B2, B3, B5, B ... in minerale, kot so kalcij, magnezij, železo, selen, kalij, mangan, fosfor in cink. Vsebuje tudi karoten, maščobne kisline, flavonole, klorofil, inozitol, antioksidante, tanine, pantotensko kislino in 15 amino kislin.

## Legenda
Gvarani so začeli piti mate v regiji, ki danes vključuje Paragvaj, južno Brazilijo, severovzhodno Argentino in Urugvaj. Po gvaranski legendi je nekoč bog Lune in oblakov prišel obiskat Zemljo. Naletel je na jaguarja, ki ga je napadel. Starec je boga rešil pred napadom in ta mu je v zameno podaril novo vrsto rastline, iz katere je lahko pripravil »prijateljski napitek«.

## Napitek mate in rak
Veliko študij je bilo narejenih v zvezi s povezavo pitja mate z rakom pri človeku, vendar niso dale trdnih dokazov med pitjem vroče mate in rakom na požiralniku. Po nekaterih raziskavah je rak na požiralniku skoraj zagotovo posledica vročega napitka mate; podobno povezavo z rakom so ugotovili tudi pri drugih čajih in napitkih, pri katerih pri pripravi uporabljamo vročo vodo. Vroč napitek iz mate je uvrščen kot »verjetno rakotvoren za človeka« na listi IARC skupina 2A rakotvornih snovi. Sama mate ni uvrščena med rakotvorne snovi za človeka. Po drugi strani kažejo in-vivo in in-vitro raziskave, daje zelišče mate učinkovito pri boju proti raku. Leta 1995 so v raziskavi na univerzi v Illionsu ugotovili, da zelišče mate zaviraproliferacijo oralnih rakavih celic.